# Unicon A/S
Unicon A/S er Danmarks største producent og leverandør af færdigblandet beton (fabriksbeton). Unicon råder over 40 betonfabrikker fordelt over hele landet og beskæftiger 355 medarbejdere. Unicon’s historie trækker tråde helt tilbage til 1926. I dag er Unicon en del af Aalborg Portland Group, som er ejet af italienske Cementir S.p.A..

## Historie
I 1926 fik civilingeniør Kristian Hindhede den idé, at det måtte være langt mere effektivt at producere beton centralt på et stationært blandeanlæg og køre det til byggepladsen, i stedet for at stå og håndblande det. Derfor startede Hindehede selskabet KH Beton og etablerede et blandeanlæg i Kalkbrænderihavnen i København. Ingen havde indtil da noget sted i verden forsøgt, på fabriksbasis, at fremstille og levere færdigblandet beton. En af de største udfordringer for Hindhede var transporten af betonen fra fabrikken til anvendelsesstedet. Under et besøg i USA havde Hindhede set en blander på hjul, og det gav ham ideen til at bygge en rotérbil som kunne levere flydende beton til byggepladserne. Hindhede fik hurtigt succes og allerede i 1927 blev KH Beton købt af FLSmidth koncernen. Derved sikredes en økonomisk opbakning til Hindhedes mange innovative ideer. KH Beton’s fabrikker og rotérbiler dannede skole over hele verden, og i en årrække var KH Beton eksportør af know-how på området. KH Beton udviklede sig yderligere over årene og blev en af de førende betonleverandører på det danske marked.
I 1988 valgte FLSmidth at samle alle deres otte betonselskaber under navnet Unicon. Udover navnet, fik selskaberne også de velkendte blå og hvide striber som fælles identitet. I 1993 overtog Unicon 50 procent af aktiekapitalen i Sydsveriges største producent af færdigblandet beton, AB Sydsten og i 1999 blev Unicon Skandinaviens største producent og leverandør af færdigblandet beton med overtagelse af virksomheder i Norge. Grundet et stort milliard underskud valgte FLSmidth koncernen i 2003, at sætte både cementselskabet Aalborg Portland og Unicon til salg. I 2004 blev selskaberne solgt til den italienske cementkoncern Cementir S.p.A. for godt 4,4 milliarder kr.. I 2005 overtog Unicon Danmarks næststørste producent , 4K-Beton og hermed blev Unicon Danmarks største og eneste landsdækkende producent og leverandør af færdigblandet beton. Unicon har en elektrisk betonlastbil i prøvedrift, og har bestilt yderligere 11 styk.